# Erik Krummedige (rigshofmester)
 For alternative betydninger, se Erik Krummedige. (Se også artikler, som begynder med Erik Krummedige)
Erik Krummedige (død 14. september 1439), var hofmester, ridder og rigsråd.
Erik Krummedige var en søn af Segebod Krummedige, der ved sit giftermål med Cæcilie Pedersdatter Skram havde erhvervet hovedgården Rundtoft i Angel. Denne gård gik over til Erik Krummedige, og da han havde ægtet, som det synes, en datter af drosten Johan von Thienen, tilskødede denne ham 1397 meget gods i samme egn. Hans godsrigdom og anselige slægt bragte ham snart frem i første række blandt den schauenburgske fyrsteslægts tilhængere; ridderslaget fik han i begyndelsen af det 15. århundrede, måske under et af hærtogene imod ditmarskerne, og da hertug Gerhard var falden i kampen imod disse (1404), indtog Erik Krummedige den første plads blandt formynderne for hans enke og børn og kaldes drost i Sønderjylland.
Fra dette øjeblik af er Erik Krummediges historie en menneskealder igennem uopløselig forbundet med Sønderjyllands og kan her kun antydes i sine hovedtræk. Vistnok under påvirkning af ham, der som medejer af Løgismose på Fyn også var knyttet til Danmark, valgte enkehertuginden det parti i dronning Margrete 1. at søge en støtte imod sin mands efterlevende broder, greve og biskop Henrik af Osnabrück, der havde forladt sit bispedømme Osnabrück og krævede sin part af Holsten og Slesvig, og da hertuginden havde pantsat Tønder Slot med dets store underliggende til dronningen, overdrog denne det som len til Erik Krummedige; også på anden vis spores det, at han har stået i gunst hos den danske dronning.
Snart kom dog det øjeblik, da enkehertuginden og hendes rådgivere mærkede, at Margrete trak nettet stedse fastere sammen om dem; de brød så igennem og Erik Krummedige forrest af alle. Fra dansk side klagede man over, at han begik fredsbrud, og fra 1410 var det åben kamp, om end stadig afbrudt af forlig; midt under et sådant erobrede Erik Krummedige byen Flensborg ved et natligt overfald (1411). Endnu i danehofsdommen 1413 nævnes han som hertuginde Elisabeths fornemste rådgiver og modstander af den danske konge.
Kort efter skiftede imidlertid Erik Krummedige parti, og sammen med ham gik en hel række af holstenske slesvigere over til kong Erik af Pommern; de have vel anset videre modstand for håbløs, og i tide villet slutte sig til sejrherren; mulig har også personlig antipati
imod grevebiskoppen Henrik spillet en rolle herved. Erik Krummedige selv fik straks den største indflydelse i den danske konges råd; han
nævnes senere undertiden med titlen hofmester (magister curiæ), og han fremtræder atter og atter som den, der er Eriks mest betroede mand. Ved alle de følgende års talrige forhandlinger med holstenerne og hansestæderne er det som regel ham, der fører ordet; til ham er det, man henvender sig, når man vil have sat noget igennem hos kongen, og frem for alt i Eriks sønderjydske politik har han sikkert været den ledende ånd. Det har jo for ham også været en kamp for hans hele velfærd; i hertugdømmet havde han sine egne godser, og disse lå endda så langt
imod syd, at de vare højst udsatte under den hele strid.
En tid kune Erik Krummedige triumfere; kong Eriks politik syntes at lykkes, og det danske herredømme nåede over næsten hele Sønderjylland; byen Slesvig blev erobret, og da den ved et forlig foreløbig overgaves til hansestædernes varetægt, betroede disse den i 1417 til Erik Krummedige. Senere gik det anderledes; skridt for skridt trængte holstenerne atter frem, og kampen endte som bekendt med, at de generhvervede omtrent hele Sønderjylland. Afgørende var det især, at de 1431 erobrede byen Flensborg; selv forsøgte Erik Krummedige, der ellers mere synes at have været diplomat end kriger, nu at undsætte den ved Flensborg anlagte borg med en flåde, men det mislykkedes, og den måtte overgive sig; i samme år faldt også hans egen gård Rundtoft i modstandernes hænder og blev jævnet med jorden.
Således havde Erik Krummedige mistet sit oprindelige hjem. I Danmark havde han dog fundet et nyt; som kongens lensmand sad han inde med det rige Ålholm Len på Lolland, og alt tyder på, at den tyskfødte adelsmand nu var ganske indlevet med det danske aristokrati. Hans sidste leveår vise i det mindste, at han følte sig mere som det danske riges råd end som kong Eriks personlige tilhænger. Med ham i spidsen søgte rigsrådet at mægle mellem kongen og svenskerne; på mødet i Kalmar i 1436 var det ham, der i forening med en lybsk borgmester fældede en voldgiftskendelse, der langtfra var efter kongens hjerte, og 2 år efter sendtes han til et møde i samme by, hvor han da var med til at vedtage en ny unionstraktat, hvis ånd helt igennem er aristokratisk. Dette er sidste gang, at Erik Krummedige nævnes, og han døde 14. september 1439, således at han ikke har oplevet at se Eriks afsættelse eller det danske rigsråds forbund med den hertug Adolf, som han så længe havde bekæmpet. Hans talrige børn forblev i Danmark.